# 談駿業
談駿業，澳門人，澳門造船業领域的研究者，为澳門造船業傳統工藝及口述歷史的研究員，亦是「守護荔枝碗造船村關注組」副召集人。
谈骏业在2006年毕业于吉林大學文学院，获考古學學士學位。在2013年数次前往中國大陸多個省份进行考古方面的调查，亦曾在香港中文大學工作。現為澳門文化局「文化講堂」導師。

## 背景
談駿業的父親談錦全是一名船匠，談駿業在童年时期耳濡目染了造船业业态。高中畢業後，他前往吉林大學就讀，於2006年獲學士學位，畢業後2013年前多次前往內蒙古、吉林、遼寧、河北、河南、安徽和廣東等地做考古方面的調查，这使他意識到属于澳门独特传统文化之一的造船技艺可能存在消亡风险，雖然沒有子承父業，但他致力於研究及推介造船業歷史，自覺有責任傳承推廣造船文化。他旋即通过记录工匠们口述内容等方式开始相关资料的整理，并试图以筹备相关展览和出版相关书籍的方式将造船技艺传承下去

## 宣講
2013年，談駿業开始擔任澳門文化局的「文化講堂」導師。中學是他主要的宣讲场所。他通过自制的船模辅以相关书籍向當地各學校的学生们介绍澳门造船业的历史、文化和现状，以此将澳门造船技艺推广、传承下去。

## 保育活動
2017年初，澳門海事及水務局清拆位於路環荔枝碗的兩座被指具有歷史價值的舊船廠，引起社會迴響。澳門媒體論盡媒體舉辦「我們的曾經：荔枝碗的船村故事——導賞活動」，談駿業擔任活動導賞者和守護荔枝碗造船村關注組副召集人，他表示活動旨在希望更多人了解到荔枝碗村的過去及現況，指出荔枝碗村除了包含工業遺址及村落遺址外，亦是一個具有生態保育價值的地方，又言海事及水務局的清拆行動無論對環境、工業遺址或文化都帶來很大的破壞。他亦表示連日來合共收到666份聯署信，希望政府能啟動文物評定程序，保留荔枝碗船廠並進行加固，亦希望政府可以對荔枝碗進行規劃。